# 仁子内親王
仁子内親王（じんしないしんのう）は、嵯峨天皇第10皇女。母は女御・大原浄子。嵯峨天皇の治世下の伊勢斎宮。

## 経歴
生年は不詳であるが、嵯峨天皇の皇太弟時代の生まれで、姉妹間では年長の皇女であったと思われる。
父である嵯峨天皇の即位にともない、大同4年（809年）8月11日に斎宮に卜定。弘仁2年（811年）9月4日、伊勢へ群行。同14年（823年）、嵯峨天皇の譲位により在任14年で退下。寛平元年（889年）1月24日、無品のまま死去した。